# Ajaldaba (Ochamchire)
Ajaldaba (en georgiano: ახალდაბა) o Agdarra (en abjasio: Аӷдарра) es una aldea que pertenece a la parcialmente reconocida República de Abjasia, dentro del distrito de Ochamchire, aunque de iure es parte del municipio de Ochamchire de la República Autónoma de Abjasia de Georgia.

## Geografía
Ajaldaba se encuentra a orillas del río Kodori, a 4 km del mar Negro y a 30 km de Ochamchire. Las aldea se administra desde el pueblo de Adziubzha.  